# 杉森務
杉森 務（すぎもり つとむ、1955年10月21日 - ）は、日本の元実業家。ENEOSホールディングス代表取締役会長、石油連盟会長、日本経団連副会長を務めた。

## 人物・経歴
石川県金沢市生まれ。父親は石川県警の警察官。石川県立金沢泉丘高等学校卒業（26期卒）。1979年一橋大学商学部卒業。一橋大学では準硬式野球部に所属。また、大学1年次には社交舞踏研究会で大会に出場し、クイックステップ部門7位に入賞した。小長井義正富士市長は野球部の同期。
エネルギー関係のゼミで学んでいたことなどから、一橋大学を卒業して日本石油（現：ENEOS）に入社。根岸製油所勤労課や本社人事課で人事を計10年間経験した。1985年度日本生産性本部経営アカデミー人事労務コース修了。
その後販売部門に移り、1999年から三菱石油と統合後の日石三菱で販売部販売総括グループマネージャーを務め、ゴルフ、釣り、麻雀などを通じて新たに加わった特約店との関係を築いた。2002年新日本石油関東第1支店副支店長。2006年中部支店長。2008年執行役員中部支店長。2010年野球部部長、JX日鉱日石エネルギー取締役常務執行役員小売販売本部長。2013年同総合企画部・経理部・情報システム部管掌。
2014年からJX日鉱日石エネルギー代表取締役社長、2016年からJXエネルギー代表取締役社長、2017年からJXTGエネルギー代表取締役社長と歴任し、統合を進めるとともに、慣行を破り安売り競争からの脱却を図った。
2018年、JXTGホールディングス（現：ENEOSホールディングス）代表取締役社長、日本経団連副会長、石油連盟副会長。2020年、ENEOSホールディングス代表取締役会長、石油連盟会長。

## 不祥事
2022年8月12日付でENEOSホールディングス、日本経団連、石油連盟などの要職を辞任した。その理由について当初は「一身上の都合」としていたが、2022年の7月1日の夜、沖縄の得意先である石油販売会社の幹部らとともに利用した、沖縄県那覇市の中心部にある歓楽街・松山の高級クラブでの事件が原因であると2022年9月に報道され、ENEOSホールディングスも公式にそれを認めた。報道によると、女性ホステスの胸をもみ、首を絞めるような格好でキスを強要するなどの不適切な行為を2時間近く続けたほか、ホステスのドレスを強引に脱がせたことで肋骨を骨折する全治2週間のけがを負わせた。被害者はPTSDのような症状に悩まされているという。
なお、ENEOSホールディングスの齊藤猛社長（当時）は2022年11月10日に行われた決算記者会見で、辞任した杉森に対し、女性への不適切行為問題で要した弁護士費用や調査費用を請求するため精査中であり、杉森が支払いに応じなければ提訴する予定であると公表した。